# Бронув (Опочинський повіт)
Бронув (пол. Bronów) — село в Польщі, у гміні Жарнув Опочинського повіту Лодзинського воєводства.
Населення — 121 особа (2011).
У 1975-1998 роках село належало до Пйотрковського воєводства.

## Демографія
Демографічна структура станом на 31 березня 2011 року:
|          | Загалом | Допрацездатний вік | Працездатний вік | Постпрацездатний вік |
| -------- | ------- | ------------------ | ---------------- | -------------------- |
| Чоловіки | 58      | 11                 | 38               | 9                    |
| Жінки    | 63      | 12                 | 24               | 27                   |
| Разом    | 121     | 23                 | 62               | 36                   |